# Немнюга (присілок)
Немнюга (рос. Немнюга) — присілок в Пінезькому районі Архангельської області Російської Федерації.
Населення становить 170 осіб. Входить до складу муніципального утворення Кеврольське муніципальне утворення.

## Історія
Від 1937 року належить до Архангельської області.
Орган місцевого самоврядування від 2004 року — Кеврольське муніципальне утворення.

## Населення
| 2002 | 2010 | 2012 |
| ---- | ---- | ---- |
| 190  | ↘125 | ↗170 |